# 晚間直播室
晚間直播室 （英语：Late News），前稱十一點及十一點半最前線、午夜最前線 （英语：2300 CABLE News/2330 CABLE News/2400 CABLE News）均為香港有線新聞有限公司製作的新聞節目，於有線新聞台（第109/152頻道）以直播形式播映。HOY資訊台（第78頻道）星期一至五21:00-21:45及星期六、日21:00-21:30直播播映。
香港其他電視台的晚間新聞節目有無綫電視的《晚間新聞》。

## 歷史
- 2009年3月2日，節目正式啟播；有線第1台與有線新聞台聯播《午夜最前線》。
- 2015年7月起，巨型螢幕直播室進行裝修，配合高清制式廣播。晚上七時至凌晨一時的新聞時段改為在虛擬佈景進行。
- 2015年12月31日，《新聞最前線》重新使用巨型螢幕直播室，主播站立或走動來報導新聞。
- 2017年5月12日，奇妙電視中文台開始試播，並於5月14日晚正式啟播；該台與有線新聞台聯播《十一點最前線》和《十一點半最前線》（僅限週末）。
- 2018年10月29日起，香港開電視改於每晚十一時三十分播放《十一點半最前線》。
- 2018年11月5日，節目更換熒幕佈景。
- 2019年12月3日，原由有線第1台播放的《午夜最前線》改於有線綜合娛樂台播放。
- 2020年2月1日，有線財經資訊台改於星期六晚十一時三十分播放《十一點半最前線》（若當日播放《小事大意義 細味人情》則暫停聯播）。
- 2020年4月18日，因應有線財經資訊台節目編排，該台停止逢星期六聯播《十一點半最前線》。
- 2020年7月21日起，《午夜最前線》暫停播映，原時段改為播放《有線新聞》。
- 2021年1月2日起，因應《周末中國組》停播，有線財經資訊台逢星期六、日聯播《十一點最前線》。
- 2022年1月3日起，星期一至五的《十一點最前線》延長至23:45結束，星期六、日播出時間不變。而香港開電視星期一至五的改為播《十一點最前線》，星期六、日不變。有线新闻台会在23:45播出《每日樓市》及一节新闻简讯，以填补该时段的新闻空缺。
- 2022年6月6日起，星期一至五《十一點最前線》及星期六、日《十一點半最前線》易名為《晚間直播室》，逢星期六、日《十一點最前線》改播《有線新聞》。
- 2022年10月18日起，因應香港開電視改名為HOY TV，本節目並繼續於本頻道播映。
- 2022年11月21日起，因應HOY資訊台正式開播，節目同時在該台播出。
- 2023年5月29日起，《晚間直播室》分拆兩節23:00及23:30，而HOY TV只聯播星期一至五23:00及星期六、日23:30《晚間直播室》。
- 2023年6月1日起，因應收費電視有線新聞台、有線財經資訊台停播關係，本節目繼續在免費頻道HOY TV、HOY資訊台播放。
- 2025年5月12日起，節目提早至逄星期一至五21:00-21:45及星期六、日21:00-21:30播出。同日起HOY TV停止聯播，原時段改為播出《有線新聞》。

## 節目內容
- 焦點新聞（節目的第一部份）
- 本港及國際新聞（節目的第一、二部份）
- 中國在線（節目的第三部份）
- 體育快訊（節目的第三部份）
- 天氣消息（新聞完結前）

## 播出時段

### HOY資訊台
- 星期一至五：21:00-21:45
- 星期六、日：21:00-21:30

## 相關節目
- Cable早晨
- 有線新聞（包括午間新聞、手語新聞報道、六點半新聞報道）
- 7點直播室
- 國際最前線